# Pedicularis perpusilla
Pedicularis perpusilla är en snyltrotsväxtart som beskrevs av Tsoong. Pedicularis perpusilla ingår i släktet spiror, och familjen snyltrotsväxter. Inga underarter finns listade i Catalogue of Life.